# Школа № 43 имени А. С. Пушкина
Школа № 43 имени А. С. Пушкина в городе Ярославле — школа с углублённым изучением немецкого языка. Расположена на улице Большой Октябрьской в доме 64а.

## История школы

### Первые годы
Первого сентября 1936 года на Большой Октябрьской улице в Ярославле, против «военных домов», открылась новая школа-десятилетка. Здание обычное, типовое для школ по тем временам, четырёхэтажное, фасадом на юг, на шумную улицу, где громыхал трамвай и шли машины, в том числе и большегрузные, по булыжной мостовой. Из многих школ города сюда перевели самых разных ребят.

Здание школы в 1937 году

За два первых года сменилось три директора. Трудно начинала свою жизнь школа… Органы народного образования стремились укрепить её опытными учителями: с августа-сентября 1936 года уже работали физик В. А. Каныгина, биолог Е. Г. Арсеньева, словесники В. С. Царапкин, Е. С. Иерусалимская. В начальных классах школы — Н. Ф. Потехина, Ю. В. Рязанова, Кудрявцева М. Ф. немного позднее — Е. Н. Баранова, Н. И. Горизонтова. Много было и молодых учителей: Е. П. Зубович, Н. А. , Е. К. Арсеньева, В. В. Александрова, Ю. Я. Мягкова и другие.
В августе 1937 года завучем был назначен Георгий Александрович Воскресенский (переведён из образцовой, знаменитой тогда в городе школы имени К. Маркса, где также заведовал учебной частью). В начале сентября 1937 года учителем истории в старших классах приказом назначена Евдокия Лаврентьевна Михалюк.
В начале ноября 1937 года учителем географии принят Александр Степанович Колобков, утверждённый в июне 1938 года директором 43-й школы.
С января 1938 года в школах стали восстанавливать учительниц — жён репрессированных, которых сняли с работы летом и осенью 1937 года как жён «врагов народа»… С тех пор более 20 лет проработали в 43-й школе Н.П Ефремова — преподаватель русского языка и литературы в 5-7 классах и Е. С. Стовичек — преподаватель немецкого языка. Директор специально узнавал о таких учителях и настоятельно убеждал кадровиков в Гороно, чтобы их направляли именно в 43-ю школу. Так оказались здесь географ А. С. Воскресенская, словесник А. А. Кузьмина, позднее — преподаватель литературы в старших классах Е. А. Флиндер, только что вернувшаяся из ссылки в Казахстан; математик А. Н. Лобанова.
Руководство упрекало А. С. Колобкова за то, что такой «букет» собрал у себя … Но он, убеждённый коммунист, практичный человек, учитель родом из крестьян, не боялся ни упреков, ни скрытых угроз, а открыто заявлял, что «они образованные, истинно культурные, интеллигентные. Потому и работать будут не столько за страх, а на совесть». Не ошибся «рисковый» директор: хорошо работали восстановленные в школе учительницы … «Косые взгляды» в сторону каждой из них со стороны некоторых молодых прекратились. Руководство школы относилось ко всем учителям равно, благодарности в приказах по школе за успехи в работе не боялось объявлять и женам репрессированных. А. С. Колобков умел ценить в людях высокую культуру, глубокие знания, трудолюбие, ответственность за своё дело. Довольно быстро, за полтора -два года в школе создался сплочённый, работоспособный коллектив, умело направляемый талантливыми руководителями, такими как Г. А. Воскресенский, Е. Л. Михалюк и А. С. Колобков. Склок и доносительства и в помине не было. Большинство учителей трудилось творчески, не жалея личного времени, чтобы поднять грамотность, образованность учащихся, разбудить интересы к различным предметам школьной программы.
Проводилось много дополнительных занятий. Старшеклассники, очень любили дополнительные занятия Варвары Андреевны Каныгиной и Бориса Николаевича Касторского — по физике; Елизаветы Петровны Зубович — по химии, Алексея Федоровича Смирнова (в 9 классе) и Михаила Афанасьевича Литвинова (в 10 классе) — по математике. Постепенно ученики наладили помощь слабоуспевающим товарищам.

### 1940-е годы
Началось повышение успеваемости. Были организованы дополнительные занятия, сильные ученики брали «на буксир» слабоуспевающих. В Школе были организованы предметные кружки по физике, химии, истории, биологии. Фаина Васильевна Кузьмина (преподаватель истории) в 1940 году организовала исторический кружок, в котором знания углублялись весьма своеобразным способом: проводились тематические вечера с постановкой спектаклей на исторические темы. На школьной сцене были поставлены отрывки из Петра I, к 70-летию Парижской Коммуны — «Зори Парижа», «Борис Годунов». Интерес у зрителей был огромен, артисты тоже были довольны. В 1940 году ученик 10 класса Герман Мурашев организовал фотостудию, а учитель физики и рисования Касторсий Б. Н. организовал изостудию. Руководить школой помогали комитет комсомола. Секретарём комитета комсомола с 1939 по 1941 был Лёва Цирков. Учком (ученический комитет) объединял старост старших классов, состоял из 7 человек. Он организовал радио.
В начале 1941 года наша школа была признана лучшей в городе по успеваемости и воспитанию. Старшеклассники очень любили спорт. По выходным они устраивали спортивные соревнования. Участвовали в них преимущественно юноши, а девушки приходили поболеть. «На счастье» они давали какие-то символы победы: варежку, колечко, платочек и очень радовались, когда их рыцарь побеждал. Осенью 1940 года школа купила звуковой киноаппарат . 1-2 раза в неделю школьникам показывали лучшие фильмы того времени: «Чапаев», «Бесприданница». В 1941 году был организован кружок бальных танцев. Ребята учились с радостью и желанием, но счастье продолжалось недолго. 22 июня началась война.
18 июня 1941 года в школе был выпускной вечер, а 21 июня Дворец пионеров устроил общегородской бал. Рассвет встречали на набережной, но кто тогда мог подумать, какую беду он принесет. Весть о войне собрала всех снова в школе. Все 26 выпускников подписали коллективное прошение направить их на фронт

## Выпускники — участникиВОВ

### Борис Конюхов
Всю жизнь мечтал стать военным. В мае 1941 года подал документы в тульское оружейно-техническое училище и был принят, однако, вскоре началась война. И обучение было закончено уже в феврале следующего года. 18 — летний лейтенант — артиллерист выехал в составе 254 танковой бригады под Сталинград. Всем известны тяжелые бои под Сталинградом. Немцы хотели продвинуться к Волге, чтобы захватить зерно, нефть. Самые тяжелые бои русские выдержали. Борис Конюхов был ранен, но после лечения вернулся на фронт. В 1944 году воевал в Прибалтике, был награждён орденом Красной Звезды. Закончил войну в звании капитана. После войны он вернулся домой, окончил 10-й класс. Также учился в технологическом институте, затем переведён на работу в комитет государственной безопасности. Служил и получил звание подполковника. Умер в марте 1987 года.

### Игорь Пиявкин
Настойчиво просился на фронт, образование было только 9 классов. Закончил артиллерийское училище. Воевал командиром 76-миллимитрвого орудия ЗИС-3. Был награждён 3 орденами и множеством медалей. Был ранен, с боями дошёл до Берлина, закончил войну капитаном. После войны тяжело болел от полученных ранений, и в 1952 году умер, не дожив до 30 лет.

### Николай Пластинин
После 9-го класса пошёл работать на кондитерскую фабрику, которая в то время выпускала противоипритный состав. Иприт — это газовое оружие, мгновенно отравляющее человека. Был призван в августе 1942 года, и направлен в артиллерийскую разведку. Курсанты должны были научиться распознавать расположение вражеских батарей по вспышкам и звукам от выстрелов, а затем передавали эти сведения русской артиллерии. Николай служил на северо-западном фронте, участвовал в боях за Брянск, на Курской дуге, наступлении на Орлов. Был награждён медалью «За отвагу», которую солдаты ценили не меньше, чем орден. Участвовал в освобождении Белоруссии и Польши. За хорошую службу был награждён отпуском в мае 1944 года. Вернувшись в Ярославль, друзей не нашёл, так как все были на фронте. Он вернулся на фронт, воевал под Кенигсбергом, был награждён орденом Красной Звезды. В апреле 1945 года часть, где служил Николай, вышла к реке Эльбе, соединилась с войсками союзников. Демобилизовался в 1947 году, пошёл работать на железную дорогу, одновременно заканчивал среднюю школу. В 1950 году учился в харьковском техникуме железнодорожного транспорта. Вернулся в звании старшего инженера железнодорожного участка от Данилова до Нерехты.

### Александр Головушкин
Был призван в Армию в 1942 году в воздушно-десантные войска. Погиб в июне 1942 года (в возрасте 20 лет).

### Валерий Волков
Вступил добровольцем в ярославскую 234 коммунистическую дивизию, служил в разведке. Награждён медалью за отвагу и орденом Красной Звезды. Погиб 10 декабря 1943 года в Белоруссии и похоронен в братской могиле в витебской области.

### Женя Кузнецов и Костя Нуждин
Добровольцами ушли в ряды карельских партизан. В неравном бою 2 августа 1942 года погиб любимец школы Нуждин. Кузнецов два года сражался в Карелии, закончил войну, дойдя до Праги. Евгений награждён орденом Славы III степени, медалью «Партизану Великой Отечественной войны», другими наградами, а позднее уже за мирный труд — орденом «Знак почёта»

### Рафаил Дерябин
Занимался В Ярославском аэроклубе и в 1941 году был направлен в Военно-авиационную школу в город Балашов. В 1942 году школа была переправлена в Славгород, где ребята обучались летать на штурмовиках Ил-2. в 1945 году самолёт разбился, но он чудом уцелел. Рафаил Дерябин после войны работал в ярославском аэроклубе инструктором. Когда появились вертолёты, то Рафаил первым освоил их. Имел звание майора и в 1979 года скоропостижно умер.

### Анатолий Виноградов
Участвовал в боях под Сталинградом. Освоил специальность радиста-пулемётчика танка Т-34, участвовал в боях на орловско-курской дуге, был ранен в голову (было обнаружено 17 метал. Осколков). После ранения воевал на Днепре и вновь был ранен осколком в позвоночник. Пролежал 72 дня в госпитале и затем служил в ленинградском военно-политическом училище. Жил и работал в г. Харькове. умер в 1994 году.

### Георг Стовичек
Был призван в армию в 1942 году. Закончил Казанскую танковую школу, воевал в составе первого украинского фронта; освобождая Киев, Львов, закончил войну в Праге. После войны в 1946-1951 годах учился в Ярославском мединституте. Доктор медицинских наук (1963), профессор, зав. кафедрой анатомии человека. В 1968-1977 гг. являлся ректором Ярославского медицинского института. .

## Становление педагогического мастерства
Вторую половину 40-х и 60-х годов наша школа становилась базовой для педагогического института. Высоким профессиональным мастерством отличались учителя Ф. В. Кузьмина , Н. А. Копнова, , Ф.И Кукушкин, Б. М. Кусков, Кузьмичев, Кузьмина А.А , Майорова Т. К. и др. Возобновилась работа кружков. Учителя Горячикова и Малинина организовали кружок, в котором изготавливались наглядные пособия. Под руководством Буфетовой был создан кабинет математики. Был создан кружок киномеханики, где ребят готовили для работы в классах. Образовался кабинет химии под руководством Абросимовой. Существовал также кружок им. Менделеева, где изучали законы, опыты.
В 50-е годы начинается педагогическая направленность учеников. Школа начинает тесное сотрудничество с кафедрами педагогики, русского языка, немецкого языка, математики. Зав. Кафедры педагогики Марк Ильич Эскин, преподаватель математики, профессор Скопец, профессор литературы Мельченко, Сонкина. Никаноров, преподаватель методики немецкого языка Вера Эмериковна Вейс. Они давали уроки в школе, участвовали в работе пед. Совета помогали учителям совершенствовать методики. Именно тогда зародилась традиция проводить педагогические чтения. Эта традиция сохраняется и сейчас.
50-е годы — это время строительства и расширения школы. Был построен новый спортивный зал, кабинет физики, переоборудованы некоторые другие кабинеты. Педагогические традиции выражаются в том, что обязательной для девушки была профессия пионервожатой, а юноши получали водительские права . У школы была машина.

## Воспитание гражданина
В 60-е 70-е годы в школе активно работала пионерская организация . Это был период, когда наша страна называлась СССР. Ребята ходили в походы, устраивали диспуты, различные вечера. Они собирали предметы народного быта, организовали интересные праздники. Долгое время спонсором школы был Мукомольный завод № 1. краеведческий кружок собрал большое количество материалов о передовиках производства. Проводили даже праздник улицы Большая Октябрьская. В школе работала Ленинская комната. Участники этого кружка собирали материал о шоферах — ярославцах, которые работали в годы войны на «дорогах жизни». Ленинград в годы войны был взят в кольцо блокады. С «Большой землёй» он был соединён льдом Ладожского озера. Только по этой дороге в город доставлялось продовольствие. Также возили раненых. Немцы постоянно обстреливали «Дорогу жизни», поэтому работа шофера была очень опасна. Ученики нашей школы ездили в Ленинград, встречались с этими шоферами, посещали памятные места.

## Школа сегодня

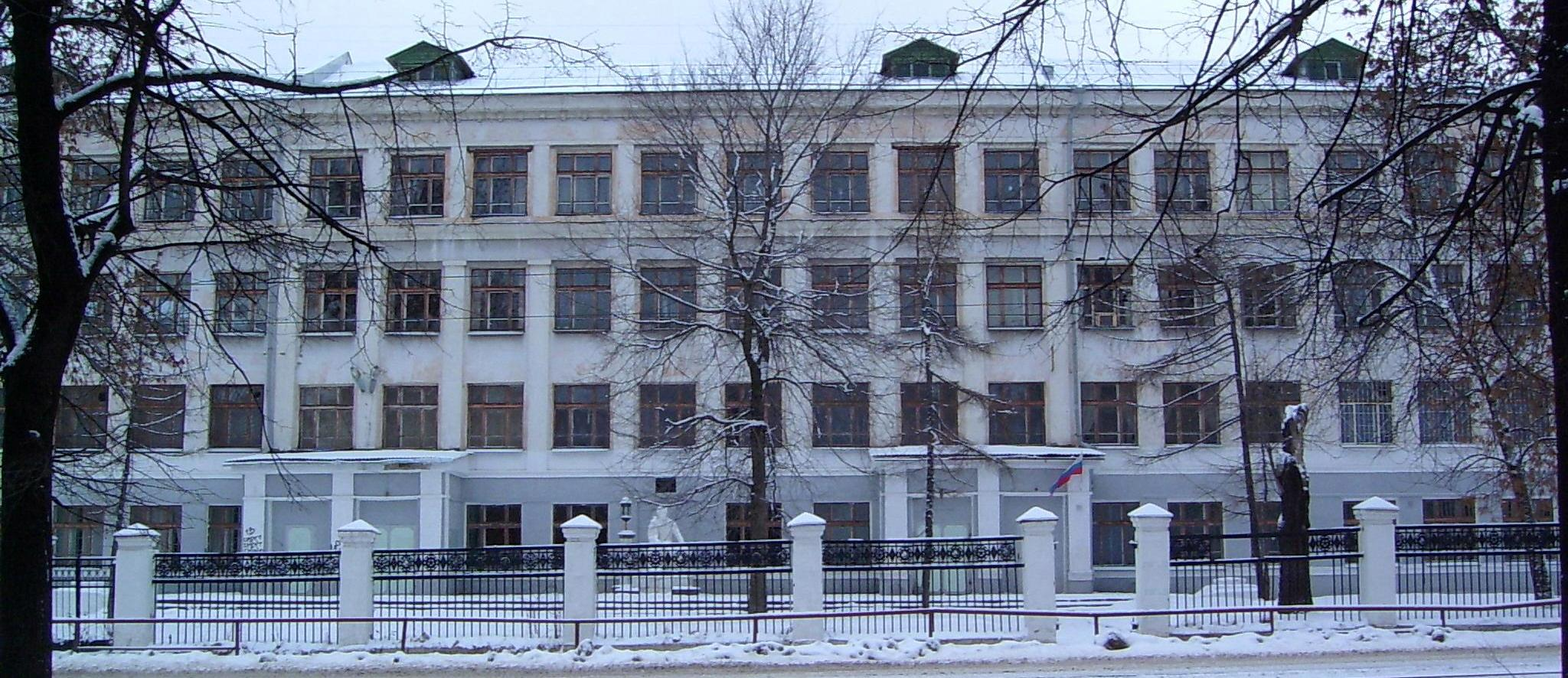
Фасад школы

Табунова Татьяна Александровна директор сейчас. 	
Стаж административной работы – 23 года:
- 1998 - 2013 гг.- заместитель директора в школе 43 г.Ярославля;
- с августа 2014 г. по 05.06.2022 г. - директор в МОУ " Гимназия N 3";
- с 6 июля 2022 г. назначена на должность директора МОУ " Средняя школа N 43 им.А.С.Пушкина с углубленным изучением немецкого языка".
- Почётный работник общего образования, 2006 г.;
- Победитель приоритетного национального проекта "Образование", 2013 г.;
- Лауреат премии Губернатора Ярославской области " За заслуги в сфере образования", 2018 г.;
- Председатель предметной комиссии по немецкому языку( ОГЭ);
- Эксперт федеральной программы "Флагманы образования.Студенты";
- Награждена Медалью «250 лет переселения немцев в Россию», 2014 г. за вклад в изучение немецкого языка и сохранение истории и культуры российских немцев